# Bibelgürtel (Niederlande)

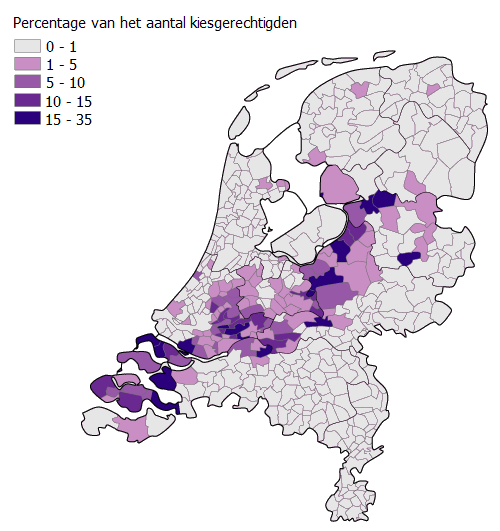
Die Hochburgen der Staatkundig Gereformeerde Partij, hier bei der Wahl 2010, sind weitgehend deckungsgleich mit dem Bibelgürtel

Der Bibelgürtel (niederländisch Bijbelgordel) ist eine Gegend in den Niederlanden, in der relativ viele strenggläubige Anhänger reformierter Kirchen wohnen, die meistens eine calvinistische Ausrichtung haben. Diese werden auch (abwertend) als zugehörig zu den „Schwarze-Strümpfe-Kirchen“ bezeichnet.
Der Bibelgürtel verläuft von den seeländischen Inseln (und der südholländischen Insel Goeree-Overflakkee) über die Polder der Provinzen Zuid-Holland, Utrecht, Gelderland und teilweise Noord-Brabant (Werkendam und Wijk en Aalburg) bis zur Veluwe und dann vor allem in nordwestlicher Richtung nach Overijssel. Orte wie Urk, Staphorst, Genemuiden, Elspeet, Opheusden, Kesteren, Barneveld, Ederveen, Nieuw-Lekkerland, Ouddorp, Tholen, Arnemuiden, Meliskerke, Yerseke und Krabbendijke liegen inmitten dieses Gebiets. Orte, die außerhalb des Bibelgürtels liegen, in denen aber doch viele streng reformierte Kirchgänger wohnen, sind Katwijk aan zee und Rijssen.
Das soziale Leben dieser Menschen spielt sich zum größten Teil untereinander ab. Sie treffen sich vor allem in Kirche, Schule, Verein und auch bei der Arbeit. Die Wahlergebnisse der kleinen christlichen Parteien SGP und ChristenUnie sind im Bibelgürtel signifikant höher als im restlichen Land.
Der Bibelgürtel geht auf Anhänger einer Frömmigkeitsbewegung im 17. Jahrhundert, die sogenannte Nähere Reformation, zurück.
Der Name ist vom amerikanischen Bible Belt abgeleitet, einem großen Gebiet im Südosten der Vereinigten Staaten, in dem der evangelikale Protestantismus ein integraler Bestandteil der Kultur ist. So gelten in den Gemeinden des Bibelgürtels beispielsweise auch im 21. Jahrhundert öffentliche Fluchverbote, die sich auf das zweite der Zehn Gebote der Bibel beziehen.

## Reformierte Konfession
Streng-reformierte Christen kann man in Zeeland, Zuid-Holland, der Veluwe, der Betuwe und in Overijssel finden. Sie zeichnen sich durch ein stark ausgeprägtes Zusammengehörigkeitsgefühl innerhalb ihrer kirchlichen Gemeinschaft aus. Die Kirche nimmt eine zentrale Stelle im Alltag ein. Sonntags besuchen die Kirchgänger zwei Gottesdienste. Dabei kommen mitunter mehrere tausend Gläubige zusammen. Auch während der Woche finden zahlreiche kirchliche Aktivitäten zu verschiedenen Themen statt.
Zu den streng-reformierten Kirchverbänden zählen:
- die Reformierten Gemeinden
- die Reformierten Gemeinden in den Niederlanden
- die Altreformierten Gemeinden in den Niederlanden
- die konservativen Gemeinden in der Protestantischen Kirche in den Niederlanden
- die Wiederhergestellte Reformierte Kirche
- die konservativen Gemeinden in den Christlich Reformierten Kirchen

Nach Schätzungen sind zwischen 300.000 und 500.000 Niederländer, also zwischen 2 % und 3 % der Bevölkerung, Mitglied einer dieser Gemeinden.
Neben Kirchen haben auch Schulen eine wichtige identitätsstiftende Funktion innerhalb der Gemeinden. Hunderte Grundschulen werden von streng-reformierten Niederländern geleitet. Neben Grundschulen gibt es auch reformierte weiterführende Schulen. Diese Schulen befinden sich in unter anderem in Apeldoorn, Kampen, Barneveld, Gouda, Rotterdam, Gorinchem, Goes und Amersfoort. Hinzu kommen eine eigene Hochschule, das Driestar College in Gouda, und eine große Berufsoberschule, das Hoornbeeck College. Es gibt auch viele protestantisch-christliche Schulen auf reformierter Grundlage. Diese Grundschulen und weiterführende Schulen werden oft von streng-reformierten Schülern besucht.
Politisch haben sich die Streng-Reformierten in der SGP organisiert. Auch verfügen sie über eine eigene landesweite Zeitung, das Reformatorisch Dagblad mit 59.000 Abonnenten.
Inzwischen sind verschiedene (populär-)wissenschaftliche Untersuchungen über diese Bevölkerungsgruppe erschienen. Ein bekanntes Beispiel ist eine Untersuchung des freiheitlich gesinnten twentischen Pfarrers Anne van der Meiden. Viele Streng-Reformierte bekleiden wichtige Positionen in Gesellschaft, Verwaltung und Politik.

### Impfung und Krankenversicherung
Der Bibelgürtel weist im Landesvergleich den niedrigsten Prozentsatz geimpfter Kinder auf, nach Schätzungen sind nur etwa 60 % geimpft.
In den Niederlanden besteht keine Impfpflicht. Während die meisten Eltern sich selbst und ihre Kinder impfen lassen, lehnen einige Anhänger streng-reformierter Kirchen dies als Eingriff in die göttliche Fügung ab. 1978 kam es in Veluwe (vor allem in den Dörfern Elspeet, Nunspeet, Uddel und Staphorst) zu über 100 Polio-Fällen. Alle Betroffenen waren aus religiösen Gründen nicht geimpft worden.
Durch die lokale Häufung von Impfgegnern besteht die Gefahr der Bildung von Seuchenherden. Während des letzten größeren Polioausbruchs 1992, der vor allem im Bibelgürtel stattfand, wurden daher alle dortigen Einwohner aufgerufen, sich (erneut) impfen zu lassen. In den Jahren 1976, 1988, 1999 und 2013/14 kam es auch zu großen Masernepidemien. Während dieser Epidemien wurden auch Erwachsene infiziert, die nicht gegen Masern geimpft oder nicht bereits früher daran erkrankt waren. Ungefähr je 2500 Personen waren in diesem Gebieten betroffen und erkrankt.
Einige der strenggläubigen Bewohner des Bibelgürtels verzichten freiwillig auf eine Krankenversicherung und vertrauen im Krankheitsfall stattdessen auf Gott und auf die Solidarität ihrer Gemeinde.